# 卑南族
卑南族，音譯比努悠瑪漾、埔努悠瑪雅恩，台灣漢人昔稱八社番，為台灣東部的原住民族群之一，族群分布在中央山脈以東，卑南溪以南的海岸地區，以及花東縱谷南方的高山地區，族群主要居住於台東縣台東市及卑南鄉，偏向屬於母系社會，人口約一萬五千餘人。

## 神話傳說

### 人類始祖

#### 石生說
從前，在Revuwa'an的海岸，湧現海浪的泡沫，之後產生如塵土般的物質，最後再變成石頭。石頭裂開後出現一人形，雙膝上長有眼睛，且前後各有兩張臉。人形的右小腿中懷著胎兒，後生下一男一女，男孩名為Sokasokau，女孩名為Tavatav。兩成婚後在Ruvoahan生下石頭，後至Kavorongan（大武山）再生下石頭，在Revuwa'an生下的石頭生出名為Rarihin的女孩，在Kavorongan生下的石頭生出名為Vasakaran的男孩。Vasakaran與Rarihin生下名為Arongatai的男孩與名為Vayayon的女孩，後Arongatai與Vayayon再生下Ruviruvi與TaTa兩姊妹，後一名叫Sihasihau的阿美族男子招贅予Ruviruvi，成為知本部落的祖先:52、53。

#### 竹生說
創造女神奴努勞（Nunur）從大地中出生後，把一根竹子插在起源之地巴拿巴拿樣（Panapanayan，位於知本部落南方、今太麻里鄉三和村南迴公路旁的海岸地），而一對男女便分別從竹子的竹節中出生，分別叫做巴辜馬賴（Pagumalay/Pakomarai/Pakmalai）和芭谷穆莎（Pagumsir/Pskoshiselu/Pakoshiser/Pagumuser）。

#### 現代研究
現代研究認為，卑南族最早的祖先是從巴拿巴拿樣登陸、進入台東平原地區建立以母系社會為基礎的政治與軍事組織（部落），過著遊獵的生活，隨著人口越來越多，部落之間開始發生衝突，在這段過程中，位於北部平原區域的族人逐漸放棄了原本遊獵的生活方式，改以農耕或漁撈為主，並嚴格劃分勢力範圍，其中以巴沙拉阿特（Pasara'at）、巴拉哪都（Valangato/Palangato）、沙巴彥（Sapayan）組成了現今南王部落的前身：東東安．巴依灣部落（Tongtongan Paiwan），又隨著阿拉西斯氏族（Arasis）的加入而擴大，成為當地最大勢力（竹生系統）；南部靠近中央山脈的石生系統區域，各部落主要維持著打獵、火耕的生活，族人以部落為核心分散開來生活，其中以知本部落的前身：卡砦卡蘭部落（Kazekalan，位於現在知本部落後方山上）的勢力最大（石生系統）。

## 分布

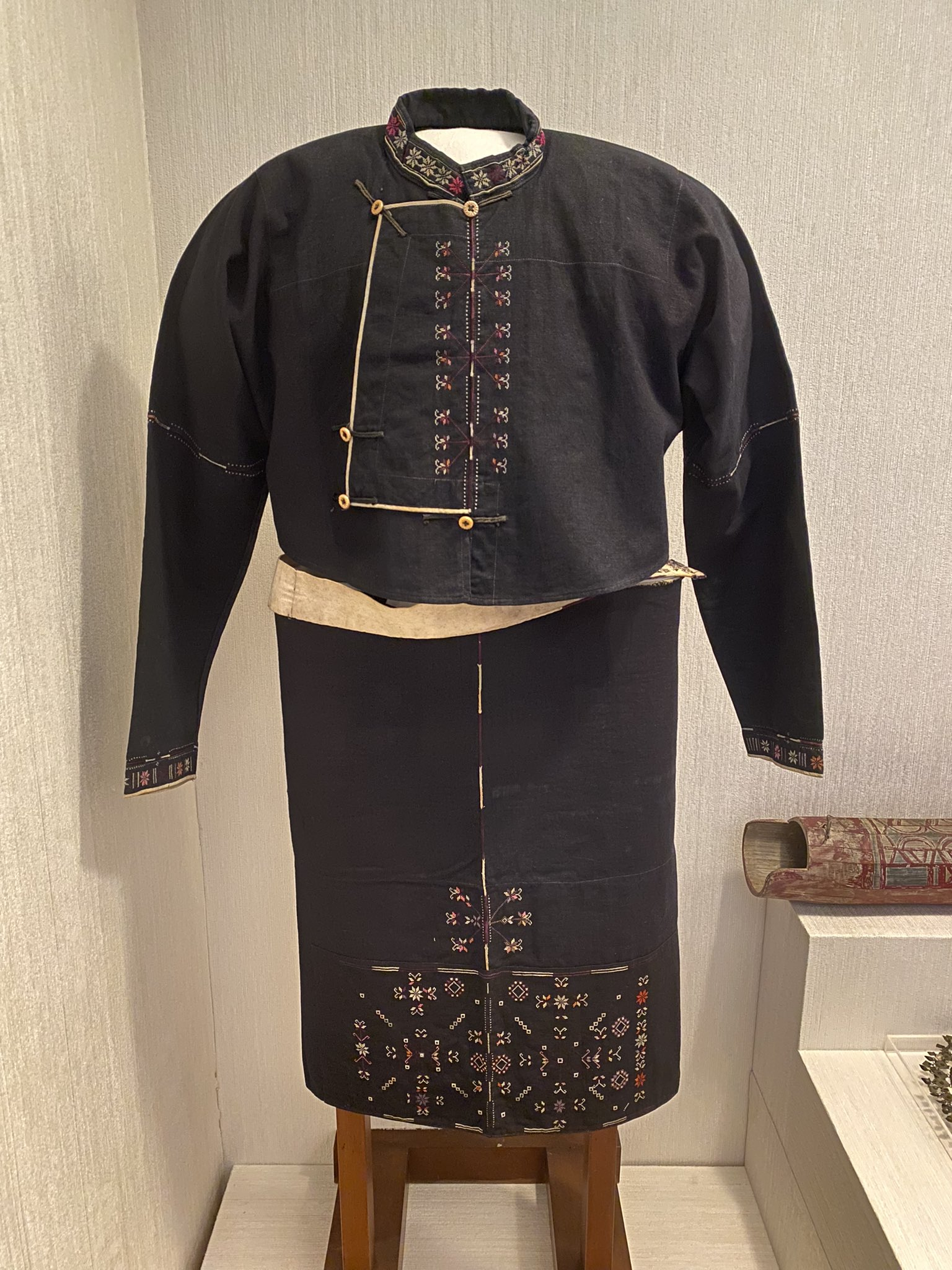
卑南族服飾

卑南族主要分布在台東平原的台東市以及卑南鄉的十個聚落，分別為：
（由北往南）
Dandanaw 龍過脈部落（卑南鄉明峰村）
Ulivelivek 初鹿部落（卑南鄉初鹿村）
Alripay 上賓朗部落（阿里擺，卑南鄉賓朗村）
Damalagaw 泰安部落（大巴六九，卑南鄉泰安村）
Likavung 利嘉部落（呂家，卑南鄉利嘉村）
Kasavakan 建和部落（射馬干，台東市建和里）
Katratripul 知本部落（卡大地布，台東市知本里）
（由東到西）
Papulu 寶桑部落（台東市寶桑里）
Puyuma 南王部落（普悠瑪，台東市南王里）
Pinaski 下賓朗部落（檳榔樹格，卑南鄉賓朗村）

## 社會
卑南族的社會有兩個領導人物。一是男祭師（rahan）負責主持部落性的重要祭儀，一是領袖（ayawan），由村子裡領導能力強的人來擔任，負責部落裡重大事情的協調者，亦是人獵祭、爭戰的領導人物。
目前男祭師依然沿續傳統的職責，在部落裡受人敬重。領袖ayawan則因現代行政體系的介入在各村的職權消長也有所不同。以南王為例，里長雖有行政上的職權，但長老群依然非常受敬重。建和則頭目的領導地位居高不下。有些村落的年輕人有感於傳統文化的式微，近年來極力鼓吹延續傳統命脈的活動，呈現了年輕人拉著老人往前跑的現象。不管任何形式的演變，族中長老的生活體驗與傳統智慧依然是族人諮詢的對象與精神支柱。
- 屬於母系社會，特質如下：

1. 婚姻上，男子以入贅女方家為原則。
2. 氏族姓氏的繼承以女子為主。
3. 財產的繼承是母傳女。
4. 祭祀權的管理與責任也是由母親方面的女子來承續。

然而這樣的習俗也隨著時代的改變而有所調適。以結婚為例，目前大都是從夫居住的父系社會的婚姻法則。孩子們的姓氏也以父親的姓氏為主，有些家庭則一半從父姓一半從母姓。

### 住宅

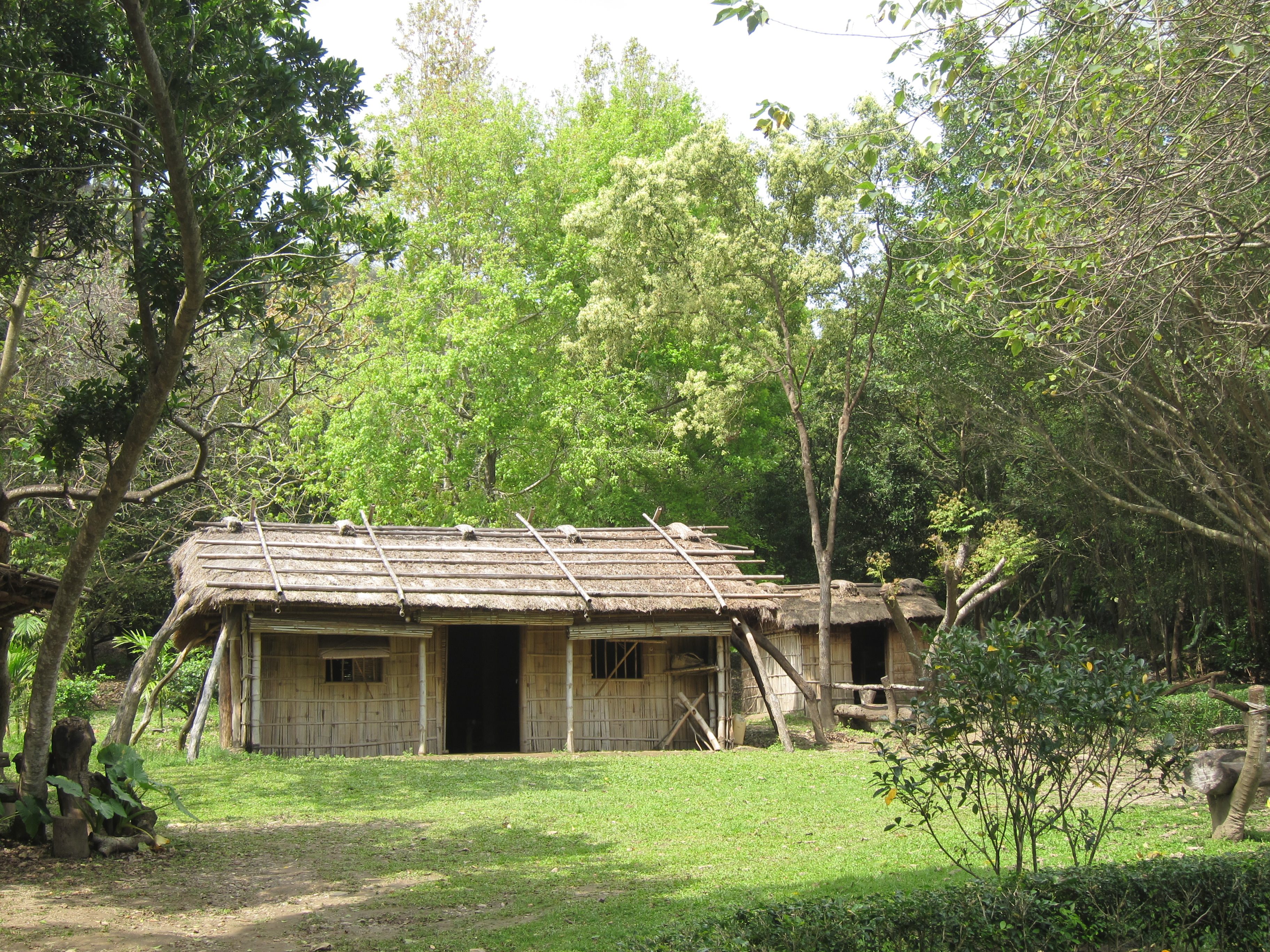
卑南族的傳統家屋

傳統卑南族人的本家除了生活起居的家屋（ruma'）以外，亦包含家族祭祀與巫師作法的祖靈屋（karuma'an），以及家族小米祭祀的小米靈屋（ka'aliliyan）。卑南族人會在家中安置鎮宅護符（lu'em），以祈求住屋的安寧。卑南族人為每間屋子命名，而後在此屋舍出生的人，便以此屋為名。
傳統上，卑南族的房屋是以竹子為主要建材：壁柱、牆壁、屋頂鋪面、小樑及床都以刺竹為主，其次是長枝竹。家屋的主柱使用堅硬的櫸木，主樑使用輕又筆直的楓香和檳榔，屋頂上方則以白茅覆蓋。

## 文化
會所訓練

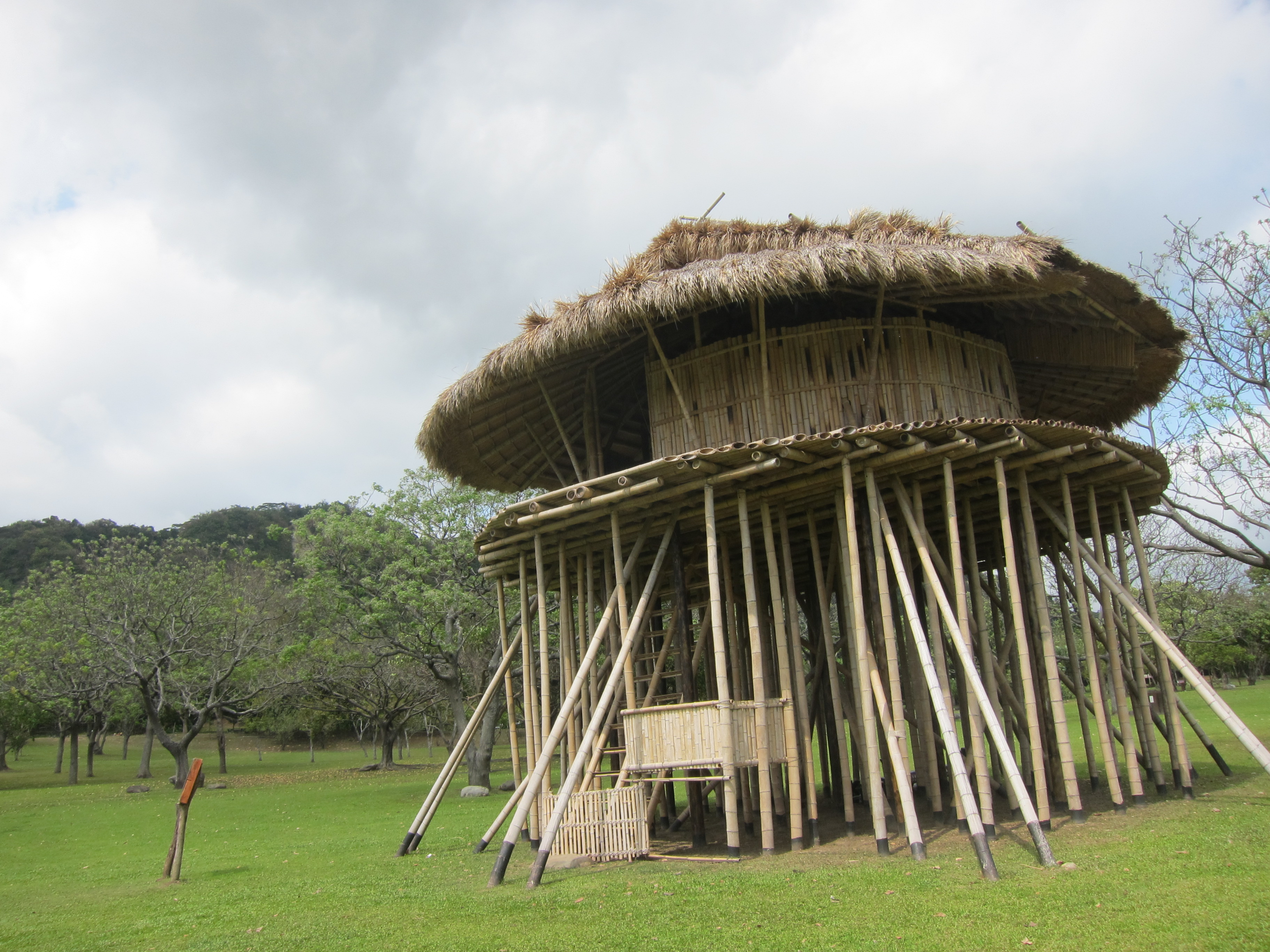
卑南族少年會所，是12-18歲之卑南族少年接受部落教育的地方

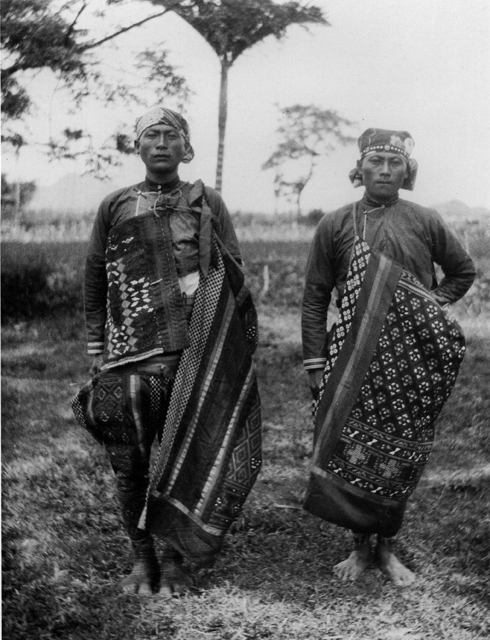
穿著正裝的卑南族青年

卑南族特有的斯巴達式學長制的會所訓練，卑南族男子成長的階段共有三個重要的過程：
1. 少年期(ttakubakuban,takuvakuvan，cakuvakuvan):約在十二、三歲時，進入少年會所(ttakuban,takuvan)，參加集體生活；接受打屁股(melangtti)、跑步(pabekas)、摔角(mareburubu)、膽量(waringettan)、刺猴(pangayangayaw)等嚴格的體能訓練，為的是要少年們各個成為體格強健、服從、守紀律又勇敢有禮貌的普悠瑪（普悠玛源自卑南语，原指卑南族部落大首领所在地，亦有集合团结的意思；英文名译为“Puyuma”，同时这也是卑南乡以及台东市南王部落的称呼。）的男人。
2. 青少年期(myabetan,valisen):少年到了十七、八歲時，升為青少年(myabetan,valisen)入成人會所(palakuwan)，任派服役級，參加各類成人活動和祭儀。擔任服侍長老、雜役、傳令等工作，強調刻苦耐勞、學習自動自發、服從命令的精神。
3. 準青年期(kitubangsar):成年禮儀式(約二十歲)，在大獵祭(mangayaw)舉行。凡通過考驗獲此殊榮的青年，才算成為卑南族真正的青年(paseket bangsaran)。青少年平時只能穿著一件短褲，而青年更只能用一件藍色短裙包裹下半身。

精湛的刺繡手藝：

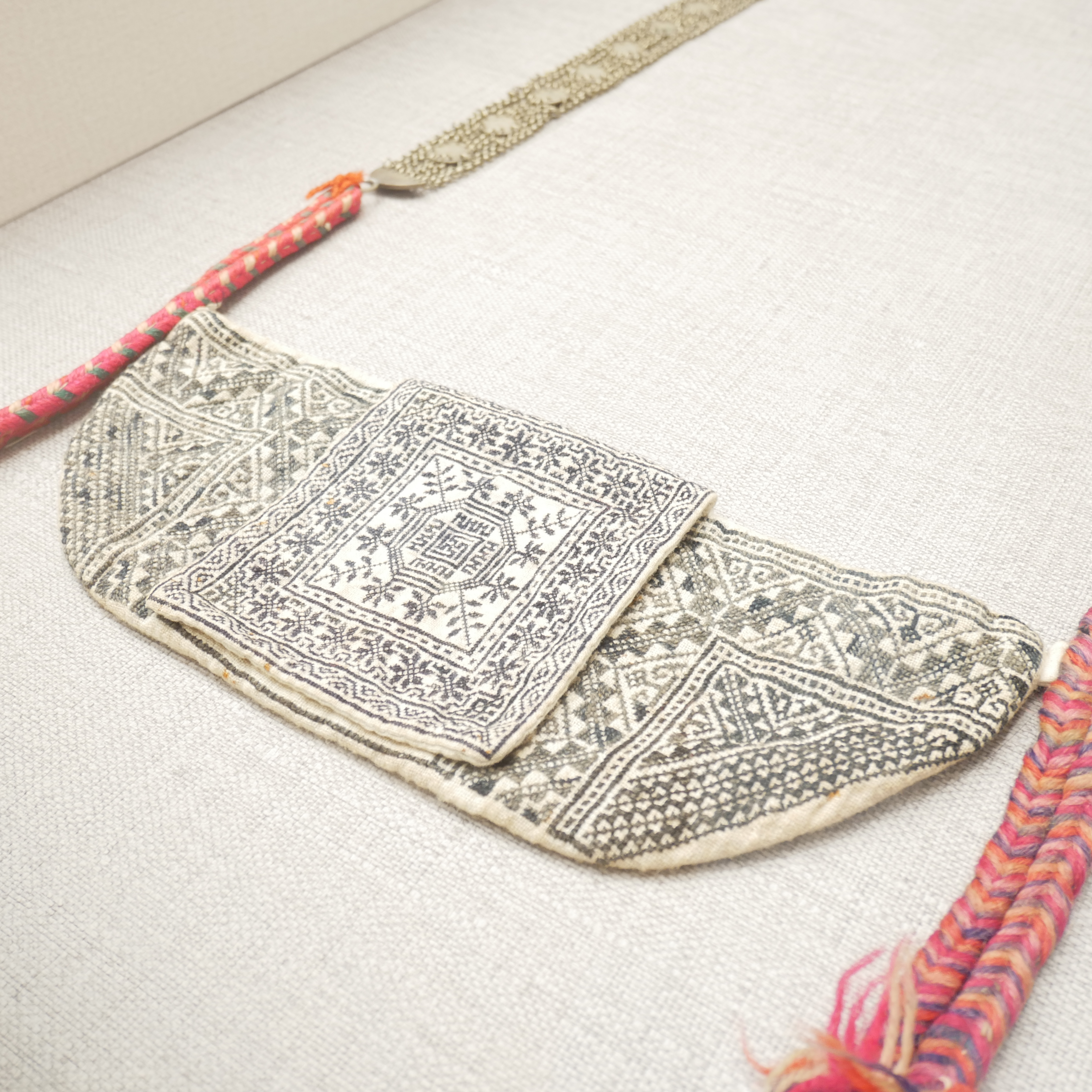
檳榔樹格社背袋

以十字繡法最普遍，人形舞蹈紋是卑南族特有的圖案。
戴花環的普遍性：
雖然不是只有卑南族才戴花環，但形制的一致性及花環所代表的男子成年意義是其他族群所沒有的。
巫術的盛行：
早期卑南族的巫術十分盛行，其他族群的人都懼怕三分。巫術又分為白巫與黑巫，白巫替人治病，黑巫施咒害人。目前卑南八社尚有多位祭師。光是南王就有二十幾位男、女巫師，負責部落性的祭儀。或為族人祈福趨邪。甚至有一位巫師開業服務，為人占卜、趨邪，解答人生疑惑，當然，服務的對象不僅止於卑南人，連漢人也前去卜問。

## 祭典

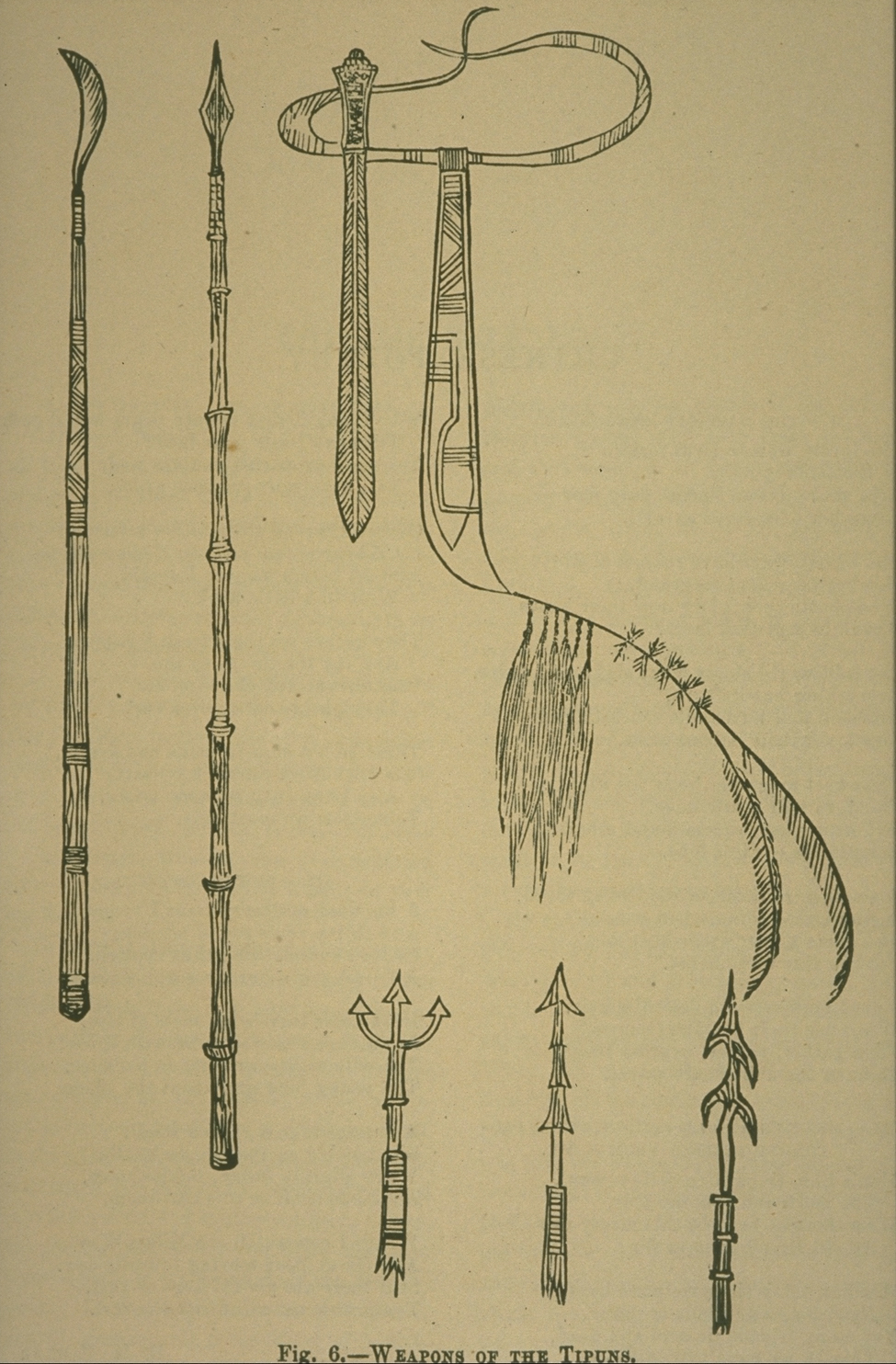
卑南族的武器

由於時代的變遷與地理位置的差異，卑南八社的祭典呈現了不同的風貌。
- 知本里(Katratipulr)：最重視七月中旬的收穫祭，為期三～七天。著名的勇士舞遊街祈福是其特色。一九三三年恢復年祭（一月一日）中的除喪活動，並重建會所制度。1996年恢復猴祭，目前致力於會所制度的重建，尤其偏重於青少年的成長及訓練。
- (puyuma)：

1. 小米收穫祭（mulaliyaban）：在七月中舉行，在海邊往蘭嶼的方向遙祭帶小米種籽到人間的二位先人，會後並在部落的會所舉辦摔角活動。
2. 年祭（從十二月二十四日起至元月二日止）：是卑南社對少年年祭、大獵祭的一系列活動的總稱，著名內容有：
  1. 青少年驅邪活動：部落的小孩赤裸上身，臉上塗抹炭灰，手拿芭蕉葉至各家戶驅除不淨，迎接新的一年來臨。
  2. 少年年祭（mangamangayaw）：舉辦時間在mangayaw之前。藉著刺猴培養少年的膽識及殺敵的氣概，由於動物保育猴子由草猴代替。猴祭意義演變成讓現代的青少年認識族群歷史與文化的一個媒介。
  3. 大獵祭（mangayaw）：原意為年度狩獵、巡視領域，可長達數月，目前縮短為數日，由長老主導在野地紮營打獵。大獵祭回來的當天，族人前立凱旋門，全部落婦女小孩盛裝列隊歡迎，並為長老們戴上花環，吟唱傳統古老的史詩（bayrayray）、聚餐等一連串的活動。
  4. 聯合年祭：（年祭後不定期舉行）由十個部落輪流舉辦表演及競賽，是觀摩卑南八社文化的最好時機。

- 建和里(Kasavakan)：以七月中的小米收穫祭(kemaderunan)及十二月底的年祭('amiyan)為主。其中年祭搭建的巨型鞦韆是此部落之特色，在卑南八社中只有建和村與初鹿村保有此項技術，但各別有著不同的技術工法與意義。
- 初鹿村(Ulivelivek)：以七月的收穫祭及十二月底的年祭較受重視。其中收穫祭的盪鞦韆活動是一大特色。
- 賓朗村(Pinaski)：以三月八日婦女除草完工的傳統節日最具特色，顯現了賓朗村婦女團隊組織的嚴謹。七月小米收穫祭，十二月底的猴祭、年祭亦是主要祭典之一。
- 利嘉村(Likavung)：以十二月底的年祭為主，其中的除喪祭最為完整。目前致力於重建部落階級制度及傳統歌舞。
- 泰安村(Tamarakaw)：以十二月底的大獵祭為主。
- 寶桑村(Papulu)：以十二月底的大獵祭為主。

## 統計

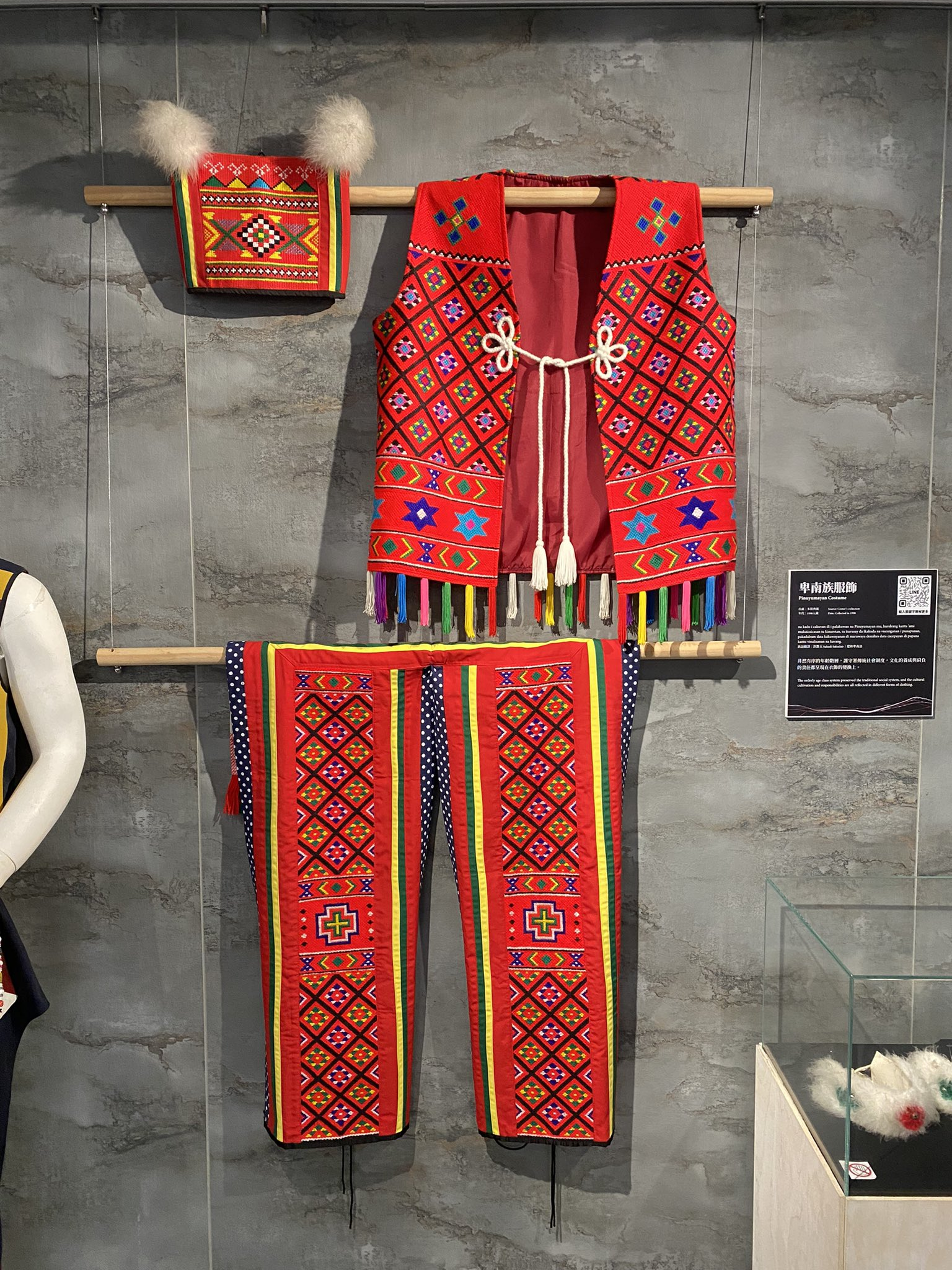
卑南族男子服飾

| 縣市   | 卑南族人口 | 總人口     | 比率  |
| ------ | ---------- | ---------- | ----- |
| 臺東縣 | 5,993      | 204,919    | 2.92% |
| 臺北縣 | 739        | 3,722,082  | 0.02% |
| 桃園縣 | 529        | 1,808,833  | 0.03% |
| 臺北市 | 315        | 2,624,257  | 0.01% |
| 花蓮縣 | 306        | 327,064    | 0.09% |
| 高雄市 | 267        | 1,493,806  | 0.02% |
| 臺中縣 | 217        | 1,510,480  | 0.01% |
| 高雄縣 | 210        | 1,262,969  | 0.02% |
| 屏東縣 | 185        | 872,902    | 0.02% |
| 臺中市 | 124        | 989,047    | 0.01% |
| 宜蘭縣 | 122        | 444,950    | 0.03% |
| 彰化縣 | 104        | 1,255,332  | 0.01% |
| 臺南縣 | 83         | 1,120,394  | 0.01% |
| 新竹縣 | 68         | 451,316    | 0.02% |
| 苗栗縣 | 57         | 534,366    | 0.01% |
| 臺南市 | 51         | 725,985    | 0.01% |
| 嘉義縣 | 41         | 552,749    | 0.01% |
| 南投縣 | 41         | 487,398    | 0.01% |
| 雲林縣 | 37         | 705,440    | 0.01% |
| 基隆市 | 31         | 387,504    | 0.01% |
| 金門縣 | 25         | 56,275     | 0.04% |
| 澎湖縣 | 22         | 83,214     | 0.03% |
| 新竹市 | 19         | 395,746    | 0.00% |
| 嘉義市 | 10         | 266,126    | 0.00% |
| 連江縣 | 10         | 17,775     | 0.06% |
| 總計   | 9,606      | 22,300,929 | 0.04% |

| 鄉鎮市區     | 卑南族人口 | 總人口  | 比率   |
| ------------ | ---------- | ------- | ------ |
| 臺東縣臺東市 | 3,396      | 98,276  | 3.46%  |
| 臺東縣卑南鄉 | 2,303      | 19,331  | 11.91% |
| 臺北縣新莊市 | 105        | 387,014 | 0.03%  |

## 延伸閱讀
- 孫大川 總策劃（2016年）. 《台灣原住民的神話與傳說1卑南族：神秘的月形石柱》（台北：新自然主義）.

## 外部連結
- 臺灣原住民族傳說故事網
- 卑南專輯---知本傳承（页面存档备份，存于）
- 傳唱舞曲---部落青年傳唱歌謠（页面存档备份，存于）
- 中央研究院文化資訊站（页面存档备份，存于）
- 中央研究院南島語數位典藏
- 中央研究院語言學研究所

### 歌謠
- 知本卑南族少年年祭之歌 （页面存档备份，存于），呂炳川錄製，收錄於《臺灣土著族音樂》專輯，臺灣音樂館典藏
- 南王卑南族童謠 （页面存档备份，存于），呂炳川錄製，臺灣音樂館典藏
- 南王卑南族頌讚之歌（Mangednged） （页面存档备份，存于），呂炳川錄製，臺灣音樂館典藏
- 卑南鄉賓朗村卑南族巫師之歌 （页面存档备份，存于），呂炳川錄製，臺灣音樂館典藏